# Ujuk
Der Ujuk (russisch Ую́к) ist ein rechter Nebenfluss des Großen Jenissei in Sibirien (Russland, Asien), der durch die archäologisch bedeutsame Arschan-Hochebene in der Republik Tuwa fließt. 
Der Ujuk entspringt im Süden des Westsajan. 
Er durchfließt die Turan-Ujuk-Senke in östlicher Richtung und mündet in den Großen Jenissei – 60 km vor dessen Vereinigung mit dem Kleinen Jenissei.
Linksseitig in den Ujuk mündet der durch die Stadt Turan fließende Turan.
Der Ujuk hat eine Länge von 143 km. Er entwässert ein Areal von 3000 km².